# George E. Wellwarth
George E. Wellwarth (geboren 6. Juni 1932 in Wien; gestorben 11. Juni 2001) war ein US-amerikanischer Literaturwissenschaftler und Theaterwissenschaftler österreichischer Herkunft.

## Leben
Georg Emanuel Wellwarth war ein Sohn des Erwin Wellwarth (1890–1948) und der Martha Sobotka Pressler. Sein Vater war in der österreichischen Filmindustrie als kaufmännischer Angestellter beschäftigt. Nach dem 1938 erfolgten Anschluss Österreichs gelang der Familie 1939 die Flucht nach England. Nach Kriegsende zogen sie 1946 in die USA, wo Wellwarth 1949 ein Studium an der New York University aufnahm und 1953 mit einem B.A. summa cum laude abschloss. Er machte 1954 einen M.A. an der Columbia University und wurde 1957 an der University of Chicago promoviert. Seine Hochschullaufbahn begann er 1955 als Instructor am Wilson Junior College Chicago. Nebenher versuchte er sich zwischen 1958 und 1960 als Schauspieler an Off-Broadway-Theatern und in der amerikanischen Theaterprovinz.
Er war von 1960 bis 1964 als Assistant Professor und dann Associate Professor an der City University of New York (CUNY) und von 1964 bis 1970 als Assistant Professor an der Pennsylvania State University angestellt und war seither als Professor für Theater und Komparatistik an der State University of New York at Binghamton tätig. Wellwarth spezialisierte sich auf das moderne Theater und gab eine Vielzahl an Anthologien heraus.
Wellwarth erhielt 1954 die US-amerikanische Staatsbürgerschaft. Er heiratete 1963 Marcia Cobourn und war danach seit 1978 mit Pamela W. Hean verheiratet.

## Schriften (Auswahl)
- The Theatre of Protest and Paradox: Developments in the Avant-Garde Drama. New York : New York University Press, 1964.
- Michael Benedikt; Georg E. Wellwarth (Hrsg.): Modern French theatre : the avant-garde, Dada, and surrealism. New York : Dutton, 1964.
- Siegfried Melchinger: The concise Encyclopedia of modern drama. Übersetzung George Wellwarth. Hrsg. Henry Popkin. Vorwort Eric Bentley. London : Vision Press, 1964.
- Michael Benedikt; Georg E. Wellwarth (Hrsg.): Postwar German theatre : an anthology of plays. New York : Dutton, 1967.
- Michael Benedikt; Georg E. Wellwarth (Hrsg.): Modern Spanish theatre : an anthology of plays. New York : Dutton, 1968.
- The new wave Spanish drama. New York : New York University Press, 1970.
- Spanish underground drama. University Park, Pa. : Pennsylvania State Univ. Press, 1972.
- (Hrsg.): German drama between the wars; an anthology of plays. New York : Dutton, 1972.
- Themes of drama : an anthology. 1973.
- (Hrsg.): New generation Spanish drama : an anthology. Montreal : Engendra Press, 1976.
- Modern drama and the death of God. Madison : University of Wisconsin Press, 1986.
- The Maypole in the Strand : Sir Arthur Wing Pinero and Henry Arthur Jones, a study. New York : Vantage Press, 2001 (1957).